# 延布克
延布克是德国下萨克森州的一个市镇。总面积14.57平方公里，总人口1959人，其中男性987人，女性972人（2011年12月31日），人口密度134人/平方公里。